# Démétriosz (declamator)
Démétriosz (i. e. 1. század) görög költő.
Rómában élt és alkotott, nem is annyira költő, mint inkább declamator volt. Horatius szerint csekély költői tehetséggel bírt, első szatírájában kegyetlenül kigúnyolta. Démétriosz munkáiból semmi sem maradt ránk.